# Балан-Буляк
Балан-Буляк — деревня в Азнакаевском районе Татарстана, входит в Чалпинское сельское поселение.
Постановлением Кабинета Министров Республики Татарстан входит в перечень населённых пунктов, находящихся в отдалённых или труднодоступных местностях Республики Татарстан.

## Название
Баланлы Болак — проток, имеющий калину

## География
Расположена в 26 км к северу от районного центра Азнакаево и в 6 км к западу от села Чалпы.

## История
Основана в 1920-х годах

## Население
| 1938 | 1949 | 1958 | 1970 | 1979 | 1989 | 2000 |
| ---- | ---- | ---- | ---- | ---- | ---- | ---- |
| 389  | ↘302 | ↘286 | ↘247 | ↘203 | ↘128 | ↗156 |
| 2002 | 2021 |      |      |      |      |      |
| ↘148 | ↘81  |      |      |      |      |      |

Национальный состав
Татары

## Инфраструктура
- Начальная школа, дом культуры, столовая, контора, магазин.
- Две улицы: Ленина и Октябрьская.

## Экономика
Полеводство, молочное скотоводство.